# Raorchestes chotta
Espèce
Synonymes
- Philautus chotta Biju & Bossuyt, 2009
- Pseudophilautus chotta (Biju & Bossuyt, 2009)

Statut de conservation UICN

 DD  : Données insuffisantes
Raorchestes chotta est une espèce d'amphibiens de la famille des Rhacophoridae.

## Répartition
Cette espèce est endémique du district de Thiruvananthapuram dans l'État du Kerala en Inde dans les Ghâts occidentaux,.

## Étymologie
Le nom spécifique chotta vient de l'hindou chotta, petit, en référence à la petite taille de cette espèce.

## Publication originale
- Biju & Bossuyt, 2009 : Systematics and phylogeny of Philautus Gistel, 1848 (Anura, Rhacophoridae) in the Western Ghats of India, with descriptions of 12 new species. Zoological Journal of the Linnean Society, vol. 155, p. 374-444.